# Nabil Baha
Nabil Baha (12 de octubre de 1981, Saint-Étienne-lès-Remiremont, Francia) es un exfutbolista francomarroquí, internacional con la selección de fútbol de Marruecos actualmente está retirado. Es actual segundo entrenador del FUS Rabat desde julio de 2017.

## Trayectoria
Nabil Baha debutó en el conjunto francés del Montpellier HSC en la temporada 2000/2001. Durante el año de su debut comenzó a dar muestras de su capacidad goleadora anotando 19 goles.
En el periodo comprendido entre los años 2001-2004, formó parte del club portugués Naval 1º Maio.
Tras una temporada en el Sporting Clube de Braga donde no dispuso apenas de oportunidades, en la temporada 2005-2006 Baha aterrizó en el fútbol español, donde hasta el momento ha logrado sus mayores éxitos, fichando por el Racing de Ferrol de la Segunda División española. A pesar de que el club perdió la categoría a final de temporada, Nabil acabó como uno de los jugadores más destacados del equipo, anotando 8 goles en 37 partidos.
A final de la temporada se marchó al club francés US Créteil-Lusitanos donde solo jugó medio año, ya que durante el mercado de invierno fue traspasado al conjunto español SD Ponferradina de la Segunda División española. A pesar de haber llegado a mitad de temporada logró unos excelentes registros de 9 goles en 20 partidos.
En la temporada 2007-2008 llegó al club costasoleño del Málaga CF, consiguiendo ese mismo año el ascenso a la Primera División española. Nabil ha acabado cada temporada en el Málaga como uno de los jugadores más goleadores de la plantilla. Sin embargo, a pesar de sus registros siempre fue cuestionado por un sector de la afición malacitana, llegando, en ocasiones a manifestar el jugador su descontento con la situación.
Para la temporada 2009/10, con el club malacitano cambia su dorsal y nombre (Baha, 25), por Baha Z., 7, añadiendo la zeta en honor a su hijo nacido recientemente: Ziyad. 
En el mercado invernal de la temporada 2010/2011,y tras las pocas oportunidades en el Málaga C.F., el jugador estaba dispuesto a abandonar el club. Así, estuvo a un paso de firmar por el Deportivo de la Coruña, pero fue el entrenador del propio club gallego, Miguel Ángel Lotina, el que se negó a que el delantero desembarcara en su plantilla. Finalmente, y tras unas supuestas ofertas del Getafe C.F. y del FC Moscú, que no llegaron a buen puerto, el jugador llegó a un acuerdo con el club malacitano para desvincularse del mismo el 31 de enero de 2011, pocas horas antes del cierre del mercado de invierno. Una vez libre, el jugador firmó por el club griego AEK Atenas. Durante los seis meses que permaneció en el cuadro heleno fue titular, aunque no sumó ningún gol en Liga. Sí lo hizo en la Copa de Grecia, cuya final ganó el AEK por 3-0. Baha metió el segundo. En verano de 2011, abandona el AEK y firma por el club catalán del CE Sabadell por 2 temporadas.La temporada 2013-2014 ficha por el equipo chino Dalian Aerbin F.C. Después de su paso por China, vuelve a España, concretamente a Málaga donde estuvo a punto de fichar por el Centro de Deportes El Palo de la segunda división B española. Actualmente juega en el Fus de Rabat

## Clubes
| Club                 | País      | Temporada   | Partidos (Copa) | Goles (Copa) |   |   |
| -------------------- | --------- | ----------- | --------------- | ------------ | - | - |
| Montpellier HSC      | Francia   | 2000-2001   |                 |              |   |   |
| Naval 1º Maio        | Portugal  | 2001-2002   | 24              | 6            |   |   |
| Naval 1º Maio        | Portugal  | 2002-2003   | 32              | 7            |   |   |
| Naval 1º Maio        | Portugal  | 2003-2004   | 28              | 11           | 5 | 1 |
| Sporting Braga       | Portugal  | 2004-2005   | 10              | 1            | 0 | 0 |
| Racing de Ferrol     | España    | 2005-2006   | 37 (1)          | 8 (1)        | 4 | 1 |
| US Créteil-Lusitanos | Francia   | 2006        | 17              | 5            | 4 | 0 |
| SD Ponferradina      | España    | 2007        | 20              | 9            | 4 | 0 |
| Málaga CF            | España    | 2007-2008   | 36 (1)          | 10 (0)       | 8 | 1 |
| Málaga CF            | España    | 2008-2009   | 36              | 9            | 5 | 0 |
| Málaga CF            | España    | 2009-2010   | 32 (3)          | 5 (0)        | 6 | 0 |
| Málaga CF            | España    | 2010        | 6 (1)           | 0 (0)        | 0 | 0 |
| AEK Atenas FC        | Grecia    | 2011        | 18              | 1            | 0 | 0 |
| CE Sabadell          | España    | 2011-2012   | 27              | 5            | 6 | 1 |
| Dalian Aerbin F.C.   | China     | 2013        | 9               | 2            |   |   |
| FUS Rabat            | Marruecos | 2014 - 2016 |                 |              |   |   |

## Palmarés
| Título         | País   | Temporada |
| -------------- | ------ | --------- |
| Copa de Grecia | Grecia | 2011      |